# Kjell Ingolf Ropstad
Kjell Ingolf Ropstad, né le 1er juin 1985 à Arendal (Aust-Agder), est un homme politique norvégien, membre du Parti populaire chrétien (KrF). Il est ministre de l'Enfance et des Familles entre 2019 et 2021 dans le gouvernement d'Erna Solberg.

## Biographie
Il siège au Parlement norvégien  pour le comté d'Agder depuis 2009. Il a été le numéro deux de son parti à partir de  2017 jusqu'à ce qu'en 2019, il en devienne le leader. Lors des élections législatives de 2017, il était tête de liste du parti démocrate-Chrétien pour l'Aust-Agder.[5]
Ropstad a été élu au conseil municipal d'Evje og Hornnes alors qu'il n'avait que 18 ans et où il siège de 2003 à  2007. Il a également été élu au conseil du comté pour la première fois en 2003. Il est devenu célèbre quand il est devenu le plus jeune suppléant, d'Åse Gunhild Woie Duesund, au Storting de KrF en 2006 alors qu'il n'avait que 20 ans
Depuis qu'il a été élu député au Storting en 2009 et jusqu'à ce qu'il soit nommé ministre en 2019, Ropstad a participé à plusieurs commissions. Durand la période 2009-2012, Ropstad a siégé à la commission du travail et des affaires sociales. À l'automne 2012, il a été transféré à la commission de l'énergie et de l'environnement. Au cours de la période 2013-2017, il a siégé à la Commission  de la justice dont il était le second vice-président. De 2017 jusqu'à ce qu'il devienne ministre en 2019, il a siégé en tant que membre du comité des finances du Storting.
Ropstad a parlé à la tribune du Storting un total de trois heures, 28 minutes durant le printemps 2011, faisant de lui, au niveau du temps de parole, le troisième député le plus actif.
Les affaires politiques dans lesquelles Ropstad s'est illustré sont entre autres : le renforcement de la lutte contre la violence à l'encontre des enfants, la lutte contre la traite des êtres humains, le développement de nouvelles lois concernant l'environnement de travail en 2015 .